# Fabryka Fajansu w Pacykowie
Fabryka Fajansu w Pacykowie – wytwórnia fajansu istniejąca w latach 1912–1939 we wsi Pacyków koło Stanisławowa.

## Historia
Lata 1912–1918
Wytwórnia założona w 1912 r. przez właściciela sklepu z porcelaną i fajansem we Lwowie Aleksandra Rogalę-Lewickiego. Początkowo nosiła nazwę Erste Galizische Terrakota und Fayence Fabrik, zamienioną wkrótce na Pierwszą Galicyjską Fabrykę Artystycznych Fajansów i Terracotty Pacyków. Załoga fabryki składała się w początkowym okresie z Austriaków i Czechów oraz Polaków. Wyroby fabryki prezentowane były na wystawach w Kijowie (1913), Lipsku (1913) i Lwowie (1914). Wysoki poziom artystyczny produktów z Pacykowa zapewniały nie tylko projekty znanych i cenionych artystów, lecz także nadzór techniczny i artystyczny sprawowany przez wykształconego na wiedeńskiej Akademii Sztuk Pięknych dyrektora fabryki Stanisława Czapka, który sam wykonywał niektóre projekty wdrażane do produkcji. Fabryka uległa dewastacji podczas działań wojennych w latach 1914–1918. Do 1921 r. fabryka stemplowała swoje wyroby sygnaturą z herbem Rogala, którym pieczętował się właściciel oraz francuskim napisem: Pologne Pacyków St Galicie.
Lata 1919–1939
Po odzyskaniu przez Polskę Galicji Wschodniej (1919) dokonano odbudowy i modernizacji wytwórni. Fabryka wytwarzała w okresie 1912–1939 cieszące się sporą popularnością wyroby fajansowe w stylu art déco projektowane przez lwowskich rzeźbiarzy, m.in. Lunę Drexlerówną, Antoniego Popiela, Władysława Gruberskiego, Ignacego E. Blaschkego i Władysława Adamiaka. Pośród produktów pacykowskiej fabryki były m.in. figurki dam prezentujących modę typową dla okresu lat międzywojennych, zwierzęta, postaci w strojach ludowych i inne. W 1924 r. wytwórnia przyjęła nazwę Fabryka Fajansu w Pacykowie, a jej kierownictwo objął Wilhelm Tomasch, który w latach 1924–1929 był autorem większości wdrażanych do produkcji modeli. W 1935 r., po śmierci założyciela fabryki Aleksandra Lewickiego, przejął ją syn zmarłego, jego imiennik. W okresie międzywojennym wyroby pacykowskiej wytwórni były sygnowane literą P w trójkącie lub w owalu z porożem i rogiem po bokach oraz napisem Pacyków (lata 1921–1929), zaś w okresie 1929–1939 czarną lub szarozieloną literą P w trójkącie lub w owalu z porożem i rogiem po bokach oraz napisem Pacyków. Do 1938 r. wyroby z Pacykowa wystawiane były regularnie w specjalnym pawilonie na Targach Wschodnich we Lwowie. Fabryka zakończyła działalność wraz z wybuchem II wojny światowej i zaborem Małopolski Wschodniej przez Związek Socjalistycznych Republik Radzieckich.